# روش مک‌کنزی
روش مک‌کنزی (انگلیسی: McKenzie method) یا تمرین‌های مک‌کنزی تکنیکی است که در فیزیوتراپی استفاده می‌شود و در اواخر دهه ۱۹۵۰ توسط فیزیوتراپیست نیوزلندی رابین آنتونی مک‌کنزی ابداع شد. در سال ۱۹۸۱ او مفهومی را ارائه کرد که آن را "تشخیص و درمان مکانیکی (MDT)" نامید. این سیستم شامل ارزیابی، تشخیص و درمان مشکلات ستون فقرات و اندام‌ها می‌شود. MDT شکایات بیماران را نه بر اساس آناتومی بلکه آنها را بر اساس تظاهرات بالینی بیماران طبقه‌بندی می‌کند.
تمرینات مک کنزی شامل تمرین‌های اکستنشن ستون فقرات می‌شود و این تمرینات برخلاف تمرینات خم‌شدن ویلیامز است که شامل تمرینات فلکشن کمر می‌شود.

## تاریخچه
در سال ۱۹۵۶، رابین مک‌کنزی در حال درمان یک بیمار مبتلا به کمردرد بود. بیمار روی تخت درمان مک‌کنزی دراز کشید و پس از پنج دقیقه خم شدن به عقب، اظهار کرد که علائمش بهبود یافته است. این امر مک‌کنزی را یر آن داشت تا الگوهای حرکتی ویژه ای را برای درمان کمردرد مزمن که او آن را «متمرکز کردن» نامید، آزمایش کند. او بعداً یک سیستم طبقه‌بندی برای دسته‌بندی مشکلات ستون فقرات ایجاد و کتاب‌هایی در این زمینه منتشر کرد، از جمله کتاب کمر خودتان را درمان کنید (در سال 1980).
روش مک کنزی به‌طور رایج در اواخر دهه ۲۰۰۰ در سراسر جهان برای تشخیص و درمان کمردرد و شکایات مفاصل محیطی مورد استفاده قرار گرفت. بنیاد بین‌المللی تحقیقات MDT مستقر در کشور ایالات متحده، بودجه‌های تحقیقاتی را برای نشان دادن اثربخشی روش مک کنزی تأمین مالی می‌کند.

## مرکز گرایی
یکی از اصول روش مک‌کنزی این است که ورزش‌هایی که «مرکز گرایی» (centralization) دیسک را تقویت می‌کنند باید بیشتر شوند، و از تمرین‌هایی که باعث تحریک دیسک به جابجایی جانبی (peripheralization) می‌شوند باید اجتناب گردد. پدیده مرکز گرایی زمانی اتفاق می‌افتد که احساس درد در خارج (دیستال) خط وسط ستون مهره‌ها از طریق ورزش‌های تکراری هدفمند، به سمت خط وسط ستون مهره‌ها جابجا شود. این مهاجرت علائم درد به سمت مرکز کمر، به عنوان نشانه ای از بهبود بیماری در روش مک‌کنزی در نظر گرفته می‌شود. به همین دلیل گاهی اوقات از تمرینات اکستنشن به عنوان تمرینات مکنزی یاد می‌شود. طبق روش مک‌کنزی، حرکات و تمرین‌هایی که مرکز گرایی را ایجاد می‌کنند مفید هستند، در حالی که حرکاتی که درد را از خط وسط ستون فقرات دور می‌کنند مضر می‌باشند.

## تکنیک
پزشک با اطلاعات به‌دست‌آمده از روش ارزیابی مک‌کنزی برای تجویز تمرین‌های خاص استفاده می‌کند و توصیه می‌کند که کدام وضعیت‌ها را اتخاذ کنند یا از آن اجتناب کند. به عنوان یک برنامه درمانی فردی، بیمار تقریباً ۱۰بار در روز تمرینات خاصی را در خانه انجام می‌دهد (در مقابل ۱ یا ۲ جلسه فیزیوتراپی در هفته).
در روش مکنزی تمرینات بر اساس پدیده مرکز گرایی تجویز می‌شوند. جهت تمرینات تجویز شده اکثر افراد جهت اکستنشن ستون فقرات خواهد بود.
نمونه‌هایی از این تمرین‌های اکستنشن ستون فقرات شامل موارد زیر است:
1. بیمار به صورت صاف روی شکم دراز می‌کشد.
2. بیمار صاف روی شکم دراز می‌کشد و خود را روی آرنج‌های خم شده با ستون فقرات کشیده قرار می‌دهد.
3. بیمار صاف روی شکم دراز می‌کشد و آرنج در حالت اکستنشن کامل هستند و ستون فقرات در حالت اکستنشن روی دست‌ها قرار می‌گیرد.
4. اکستنشن کمر ایستاده (بیمار عمودی می‌ایستد و پاها را به اندازه عرض شانه باز می‌کند و در حالی که دست‌ها را روی کمر قرار می‌دهد ستون فقرات را باز می‌کند).

می‌توان تمرینات مشابهی با هدف خم شدن (فلکشن) ستون فقرات، چرخش یا خم شدن جانبی انجام داد.

## اثربخشی
شواهد ضعیفی برای اثربخشی استفاده از تمرین‌های مک کنزی برای درمان کمردرد وجود دارد. یک مطالعه مروری در سال ۲۰۱۹ نشان داد که این روش می‌تواند درد مزمن کمر را در کوتاه‌مدت کاهش دهد و عملکرد را در طولانی‌مدت بهبود بخشد، اما اکثر مقالات آن دارای نقص‌های روش‌شناختی، مانند حجم نمونه کوچک و عدم کور سازی در روش پژوهش بودند.
روش مک‌کنزی در درمان درد حاد و ناتوانی افراد مبتلا به کمردرد بر سایر روش‌های درمانی برتری ندارد. اما در مورد کمردرد مزمن ممکن است این روش بهتر از برخی روش‌های دیگر باشد، اما باز هم این شواهد برای توصیه این روش کافی نیست.
تمریناتی که با هدف تقویت عضلات خط وسط در روش مکنزی استفاده می‌شود، بیشتر از تمرینات فلکشن و اکستنشن معمولی برای کمردرد مفید نیستند.
اخیراً در بیماران مبتلا به کمر درد مزمن، شواهدی با کیفیت بالا وجود دارد که نشان می‌دهد MDT برای کاهش درد و ناتوانی نسبت به سایر مداخلات توانبخشی برتری دارد. با این حال، این بستگی به نوع مداخله ای دارد که با MDT مقایسه می‌شود. در بیماران مبتلا به کمردرد مزمن، اندازه‌گیری‌های درد نشان داد که روش مک‌کنزی یک درمان موفقیت‌آمیز برای کاهش درد در کوتاه‌مدت است، در حالی که معیارهای ناتوانی بیماران نشان داد که روش مک‌کنزی در بهبود عملکرد در بلندمدت بهتر است. با این حال، در کمردرد حاد، این روش کاهش قابل توجهی در مشکلات بیماران را نشان نداده است.